# Solenanthus
Solenanthus là một chi thực vật thuộc họ Boraginaceae.
Bao gồm các loài:
- Solenanthus reverchonii, Degen